# Atentát na Heydricha
Atentát na Heydricha či útok na Heydricha byla úspěšná diverzní akce výsadkářů Operace Anthropoid exilových československých branných sil za druhé světové války, cílem atentátu byl prominentní nacista, zastupující říšský protektor a šéf RSHA Reinhard Heydrich. Atentát provedli 27. května 1942 v Praze-Libni Jozef Gabčík a Jan Kubiš, kteří byli pro tento úkol speciálně vycvičeni ve Velké Británii.
Vysazení parašutistů provedla 138. (výsadková) peruť RAF (anglicky No. 138 (Special Duties) Squadron RAF). Gabčík s Kubišem tehdy seskočili poblíž Prahy, u hřbitova obce Nehvizdy. Pomoc při vykonávání nebezpečného plánu jim nabídly desítky českých rodin, které za svoji odbojovou činnost většinou zaplatily životem.
Odvetné represivní akce, včetně vyhlazení obcí Lidice a Ležáky a popravou mnoha osob, se souhrnně nazývají heydrichiáda. Jednalo se o ojedinělý atentát na představitele bezpečnostních složek nacistického Německa v průběhu druhé světové války, který měl vliv na vnímání Československa Spojenci za války i při obnově státu.

## Atentát a útok
Akce československých parašutistů je tradičně označována jako Atentát na Heydricha, bez negativní konotace. Výraz atentát převzala i poválečná literatura a publicistika, používá ho také současná odborná literatura. Z hlediska terminologie vojenských historiků je problematické pouze užití spojení „spáchat atentát“, které používalo gestapo a propagandistický protektorátní tisk a později i poválečná literatura či publicistické články. „Byl spáchán“ měl navodit dojem, že čin měl být zločinný. Jednalo se však o tajnou vojenskou akci. Podle novějších stanovisek některých historiků a badatelů soudobých dějin je vhodnější místo slova atentát užívat výraz útok a nepřejímat mechanicky nacistická klišé, která se projevují i v jiných výrazech. Vojenští historikové preferují užití dobové terminologie v souvislostech.

## Důvody k atentátu
Od svého ustavení se československá exilová vláda stále více dostávala pod tlak britských oficiálních míst. Důvodem byla malá aktivita domácího odboje v obsazeném Československu. Koncem roku 1940 byl proto československou exilovou vládou v Londýně přijat program pomoci domácímu odboji. Počítalo se s vysíláním specialistů vycvičených na nestandardní vedení války (diverze, sabotáže) do Protektorátu a jejich zapojení do domácího protiněmeckého odboje. Koncem léta roku 1941, po nástupu Reinharda Heydricha do funkce zastupujícího říšského protektora, bylo rozhodnuto o rozšíření činnosti vysílaných specialistů o další teroristickou činnost (atentáty a fyzická likvidace příslušníků německé okupační správy, zrádců a kolaborantů z řad českého obyvatelstva). První takto koncipovanou operací se měla stát operace Anthropoid. Rozhodnutí k likvidaci Reinharda Heydricha je datováno k 3. říjnu 1941. Z dochovaného písemného dokumentu z jednání, kterého se zúčastnili plk.gšt. Moravec, pplk.konc. Bartík, mjr.pěch. Paleček, rotmistr Gabčík a rotný Svoboda vyplývá, že důvodem k atentátu byly popravy předních členů vojenské ilegální organizace Obrana národa po příchodu Heydricha do Prahy.

## Příprava

### Výsadek Anthropoid

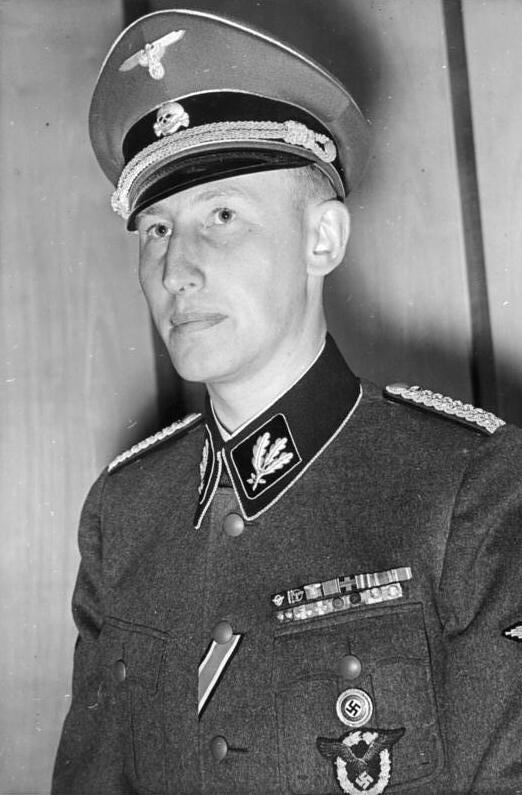
Cíl Operace Anthropoid: Reinhard Heydrich

K výcviku na provedení operace Anthropoid byli povoláni rotmistr Josef Gabčík a rotný Karel Svoboda. Svoboda byl koncem roku 1941 z důvodu úrazu při cvičném seskoku z operace vyřazen a na Gabčíkův návrh nahrazen rtm. Janem Kubišem. Samotný výcvik zahájili v létě 1941 ve výcvikových školách a stanicích SOE ve Skotsku, ve kterých prodělávali výcvik i britští Commandos. V průběhu výcviku vypracovala SOE několik rámcových plánů atentátu na R. Heydricha, při kterém byly zvažovány různé možnosti prostředí, ve kterých bude čin proveden.
Po zákazu české tělovýchovné organizace Sokol státním tajemníkem říšského protektora K. H. Frankem 12. dubna 1941 se někteří členové zakázané organizace začali sdružovat do tzv. „pětek“. Záhy vznikla Obec sokolská v odboji (OSVO), jejíž nejrozsáhlejší část tvořila skupinu Jindra. Z ní se později oddělila menší skupina Říjen, pod vedením Jana Zelenky-Hajského, která se zapojila do příprav na atentát, sháněla ubytování a informace. Zároveň část odboje varovala Londýn před možnými důsledky atentátu. Po atentátu byla síť skupiny Jindra nacisty zlikvidována.

### Původní plán
Původní plán útoku předpokládal, že Gabčík a Kubiš zaútočí na Heydricha poblíž jeho sídla v zámku v Panenských Břežanech, ale kvůli zvýšené ochraně cíle byl tento plán zamítnut. Náhradním místem, které Gabčík s Kubišem pro atentát vybrali, bylo zaústění tehdejší Kirchmayerovy třídy, což je dnešní spojka Zenklovy ulice s ulicí V Holešovičkách s ostrou zatáčkou vpravo dolů, která vede dál ulicí V Holešovičkách opět dolů až do pražské čtvrti Troja směrem k Trojskému mostu přes Vltavu. Podle předpokladu zde Heydrichův řidič Klein musel zpomalit, což jim umožňovalo snadnější střelbu na automobil. Další výhodou vybrané lokace bylo, že se nacházela daleko od veškerých policejních posádek, kasáren a stanic gestapa. 

## Atentát

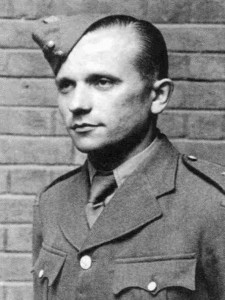
Jozef Gabčík

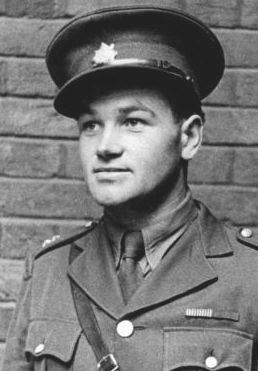
Jan Kubiš

### Příprava na místě

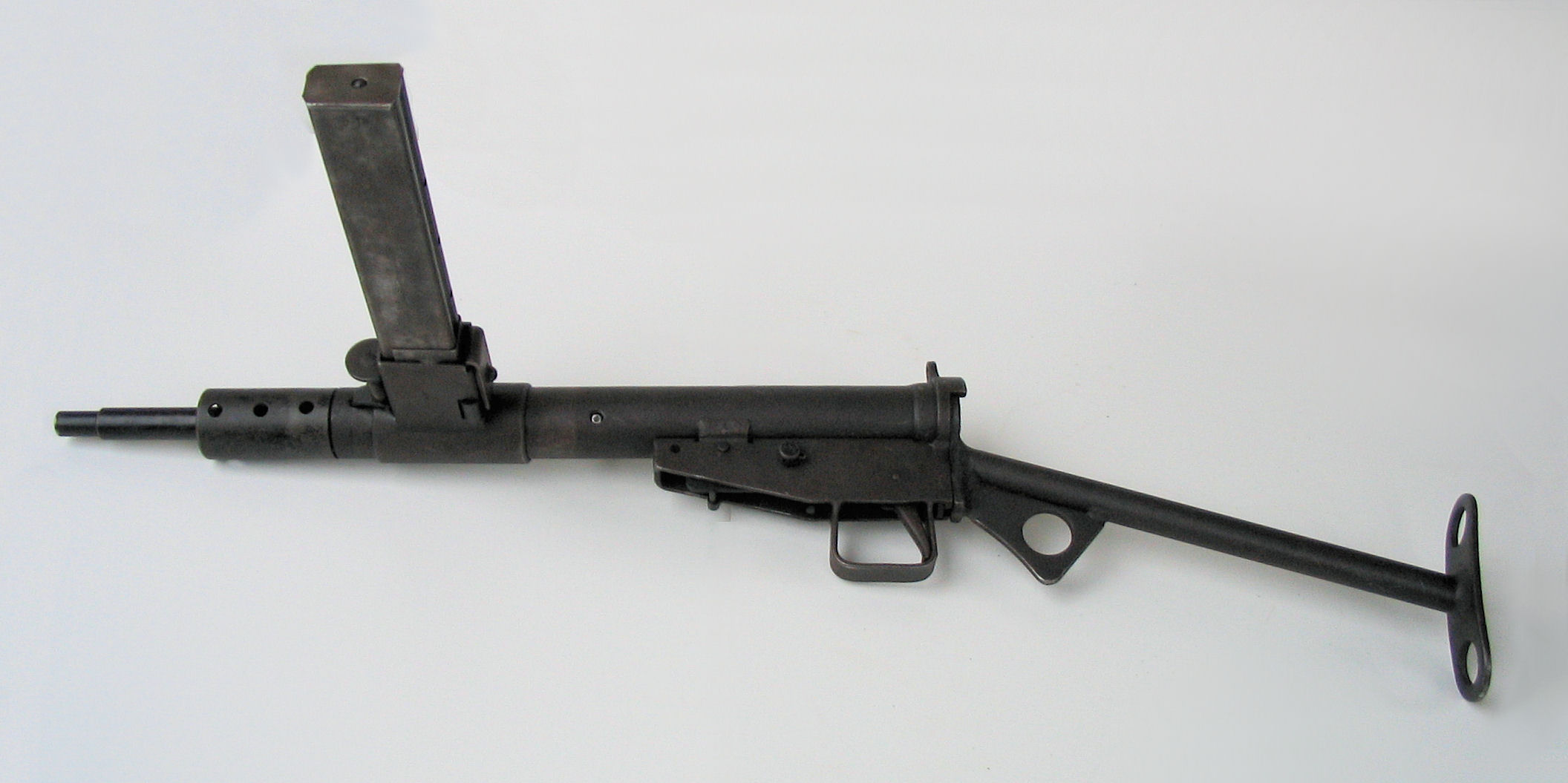
Samopal Sten, stejný typ, jaký Jozefu Gabčíkovi při útoku selhal

Ráno 27. května odjeli Gabčík s Kubišem na připravených kolech z Vysočan od manželů Khodlových. Odtud vyrazili do Holešovic na Kirchmayerovu třídu, kde zanechali kola a zamířili k odbočce do ulice V Holešovičkách. Gabčík si pod kabátem připravil samopal Sten Mk II bez ramenní opěrky. Gabčík a Kubiš vyčkávali Heydrichův příjezd zhruba od 9 do 10.30. Heydrich po snídani strávil chvíli s rodinou, a pak odjel autem z Panenských Břežan směrem na Pražský hrad, odkud se měl vydat do Ruzyně a odtud letecky do Berlína za Hitlerem. V rozporu s jeho vlastním nařízením nebyl jeho automobil ještě opancéřovaný a jel bez ochranného vojenského doprovodu.

### Průběh atentátu

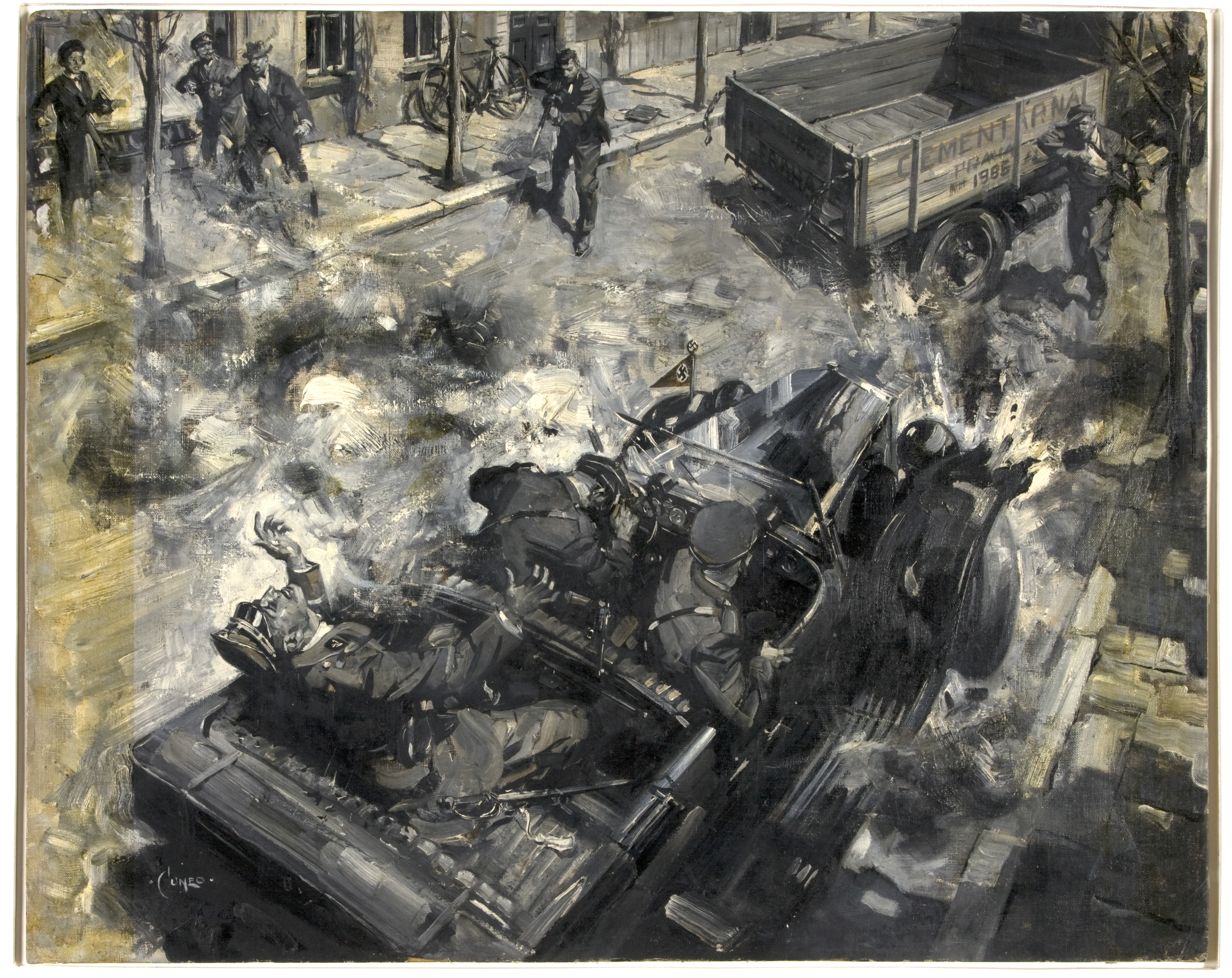
Terence Cuneo: Atentát na Heydricha (1942, olejomalba)

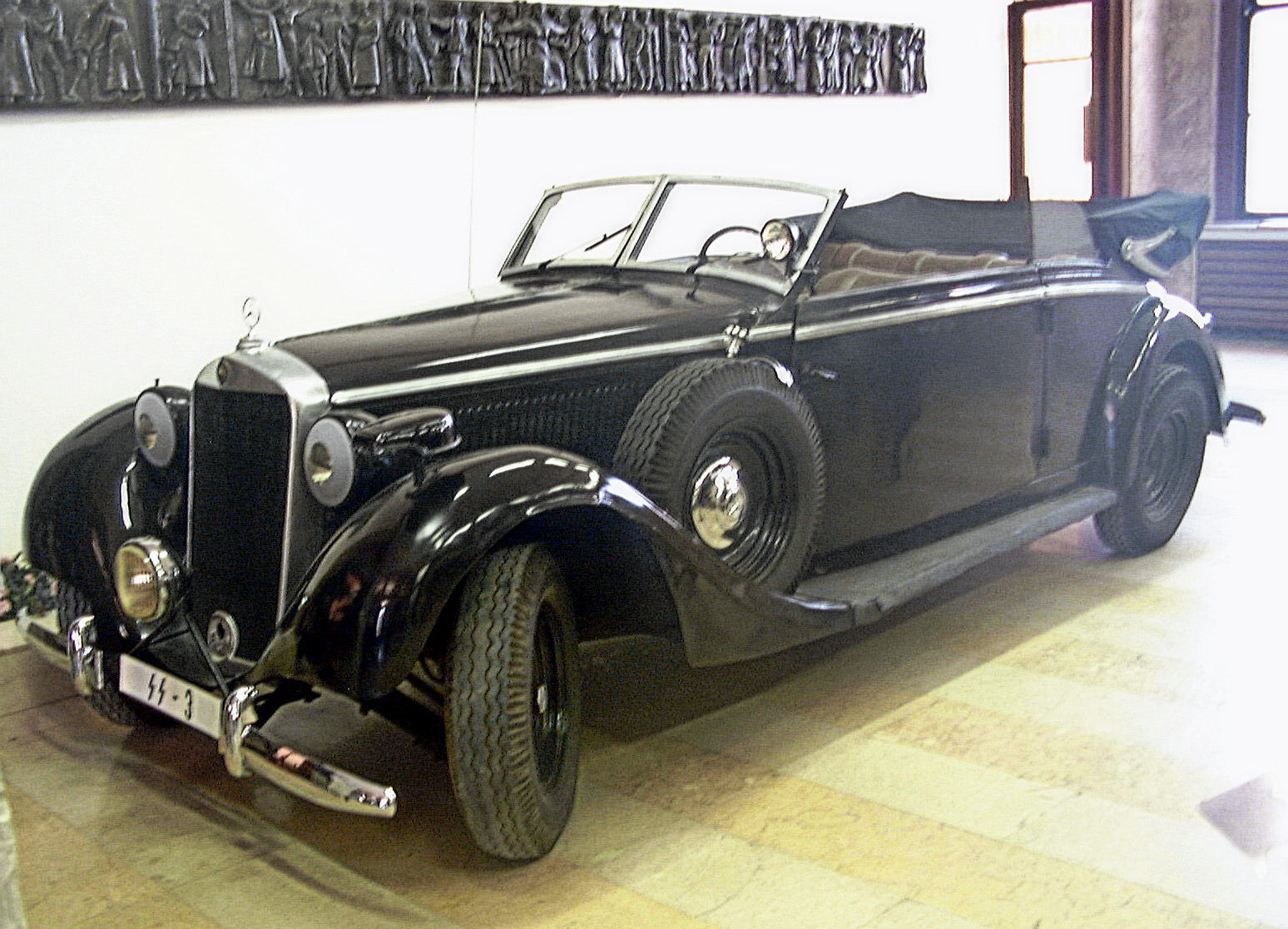
Jeden z vozů Reinharda Heydricha, podobný tomu, ve kterém jel v den atentátu.

Kabriolet Mercedes 320 Cabriolet-B s otevřenou střechou řídil Heydrichův osobní šofér a šéf ochranky Johannes Klein. Heydrich cestoval na předním sedadle. Vůz odjel ze zámku v Panenských Břežanech směrem na Pražský hrad. Někdy mezi 10.32 až 10.35 automobil zatáčel tehdejší Kirchmayerovou třídou vpravo do ulice V Holešovičkách (dnes spojnice mezi Zenklovou třídou a V Holešovičkách). Vzhledem k ostré pravotočivé zatáčce muselo vozidlo zpomalit téměř na krok. Ze směru od Tróje ve stejnou chvíli zatáčkou do směru na Kobylisy zahýbala tramvaj č. 3. Na zastávce přímo na Kirchmayerově třídě stála tramvaj č. 14 ze směru od Staré Libně. Projíždějící tramvaj tak zaručila maximální zpomalení projíždějícího mercedesu. Gabčík stál v dolní pozici, odkud mohl sledovat přijíždějící vozidlo a zaujmout výhodnou palebnou pozici. Jan Kubiš stojící výše odšrouboval závit na pojistce připravené speciálně upravené bomby a hodil ji na projíždějící vůz. Gabčík ve chvíli, kdy mercedes přijížděl k němu, se pokusil střílet na Heydricha, avšak jeho samopal selhal. V roce 2015 byla v archivech objevena zpráva protektorátní policie o ohledání místa, která jako příčinu nevystřelení uváděla náboj vzpříčený v hlavni. Samopal Sten, zkonstruovaný v roce 1940, byl tehdy novou a poruchovou zbraní.
Heydrich, který projel kolem mířícího Gabčíka, si uvědomil, že se jedná o přepadení. Ale místo toho, aby řidiči přikázal z místa rychle ujet, a tím zvýšil šanci na záchranu, udělal dvě chyby: Jednak přikázal vůz zastavit a jednak se v autě postavil a vytasil zbraň. Kubišem hozená bomba narazila do karoserie a explodovala vně vozidla před pravým zadním kolem. Podle historika Eduarda Stehlíka: „Oba … útočí současně, Gabčík se snaží vystřelit ze samopalu, Kubiš hází bombu, přestože plán byl nejdřív bomba, potom samopal.“ Oba parašutisté počítali s improvizací, na kterou byli vycvičeni. Heydricha zasáhly střepiny a nečistoty z výplně jeho sedadla. (Objevily se spekulace, že granát byl otráven botulotoxinem, tomu však od počátku nic nenasvědčovalo. Vycházely z tvrzení Paula Fildese z vojenského výzkumného střediska v Porton Downu, který tvrdil, že zde granáty s botulotoxinem parašutistům vyrobili. Kromě vyjádření P. Fildese pro to nejsou žádné důkazy a ostatní okolnosti použití granátu tomu odporují.)
Po výbuchu se Kubiš i Gabčík pokoušeli pokračovat ve střelbě z pistolí. Heydrich i Klein vyskočili z vozu a oba vytáhli osobní zbraně. Šéf komise pro vyšetření atentátu Heinz Pannwitz uvedl, že Heydrich začal pronásledovat Kubiše, ale při pokusu o střelbu neměla jeho zbraň ráže 7,65 mm zásobník. Proto se vrátil zpět k autu, kde si zraněný sedl na sedadlo.
Výpověď očitých svědků z roku 1942: Policejní oddělení JUDr. Ženatý Jaroslav „Informativním výslechem očitých svědků činu bylo zjištěno, že v 10.36 hod. byl spáchán atentát na zastupujícího říšského protektora SS-Obergruppenführera Heydricha, který přijížděl autem směrem z Panenských Břežan Kirchmayerovou třídou. Když chtěl jeho vůz zabočiti do ulice V Holešovičkách, hozena byla z chodníku, který vůz míjel, ve směru k jeho zadním kolům, bomba, která vybuchla,“ uvedl dokument.

### Útěk z místa činu
Jan Kubiš si střelbou do vzduchu proklestil cestu davem zvědavců (převážně cestujících z tramvaje). Nasedl na kolo, a ač sám raněn nad levým okem, ujel na domluvené záchytné místo ve Staré Libni.
Řidič Johannes Klein se vydal za Josefem Gabčíkem a začal po něm střílet, ale podle Pannwitze během pronásledování střílet nemohl, protože si omylem uvolnil zásobník. Gabčík utíkal do kopce Kirchmayerovou třídou a pak odbočil doleva do dnešní Gabčíkovy ulice a tou běžel dolů. Dole, na křižovatce s dnešní ulicí Valčíkovou, se chtěl schovat v řeznictví. Majitel řeznictví Brauner, stoupenec nacistů a spolupracovník gestapa, vyběhl ven a přivolal řidiče Kleina, jenž vběhl do obchodu. Gabčík, nemaje jiný únik, vyrazil proti Kleinovi, kterého postřelil do nohy. Klein pak přikázal Braunerovi, aby Gabčíka pronásledoval. Ten ale učinil pouze několik váhavých kroků. Gabčík mezitím zmizel v postranních uličkách, nicméně vběhl omylem zpátky do ulice V Holešovičkách a to jen pár desítek metrů pod zničeným automobilem R. Heydricha. Odtud pak seběhl dolů (de facto po hlavní třídě podél tramvaje) k Vltavě, kde se mu podařilo zmizet v postranních uličkách.

### Heydrichovo zranění a smrt

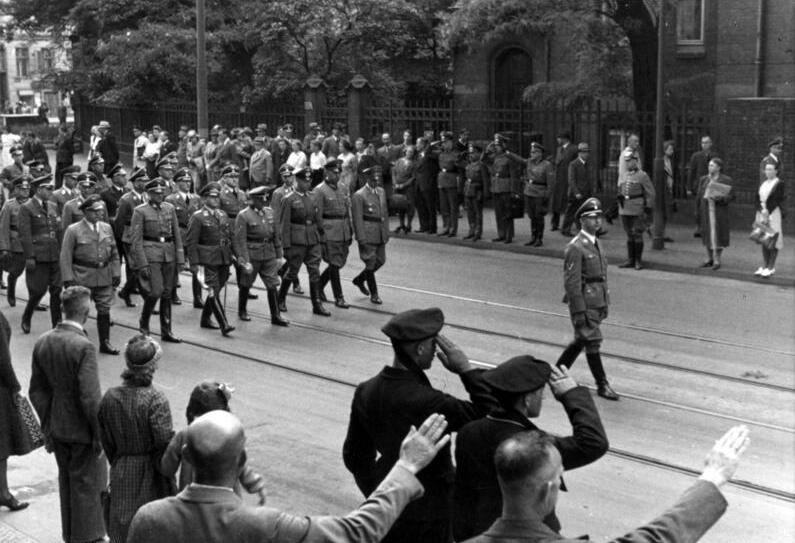
Himmler ve smutečním průvodu na Heydrichovu pohřbu v Berlíně

Jednou z náhodných svědkyň útoku byla ošetřovatelka Marie Navarová, která začala zraněného Heydricha ošetřovat a shánět pro něj odvoz do nemocnice. Po chvilce zmatků byla získána dodávka převážející leštidlo a Heydrich se dostal okolo 11. hodiny do blízké nemocnice na Bulovce. Zraněného Heydricha přijal lékař Vladimír Šnajdr, který se ujal prvního ošetření. Německý přednosta kliniky profesor Walter Dick později provedl podrobné vyšetření. Výsledek rentgenových snímků ukázal rozsah těžkého zranění. Heydrich měl po atentátu zlomené žebro, protrženou bránici a poškozenou slezinu. Plechová střepina ze sedadla vnesla do těla nečistotu, s následným rozvojem sepse. Zastupující říšský protektor požadoval příjezd specialisty z Berlína, ale po přesvědčování a po příjezdu specialisty profesora Hollbauma souhlasil s operací na Bulovce.
Zpráva o atentátu se začala postupně šířit. Okolo 12. hodiny ji obdrželo pražské gestapo a následně Karl Hermann Frank a Adolf Hitler.
Heydrich upadl 3. června do kómatu a 4. června v 4.30 zemřel dle prvotní úmrtní zprávy na celkovou sepsi organismu v nemocnici na Bulovce ve svých 38 letech. Tato zpráva nechala kvůli nestandardnímu průběhu popsaných příznaků vzniknout různým teoriím, též konspiračním. Sám autor původní zprávy Herwig Hamperl v roce 1970 poněkud svůj závěr pozměnil a tvrdil, že se jednalo o anemický šok, i toto vysvětlení však mělo svoje slabiny. Další teorie uváděla arteriální formu embolie, související s drobným poraněním plíce, které mohlo být přehlédnuto. Jedna z konspiračních teorií také tvrdila, že Heydricha zavraždil sám K. H. Frank, protože v něm viděl velkou konkurenci.
Podle pitevního protokolu zveřejněného českými historiky r. 2004 však přesná příčina smrti nebyla zjištěna; při pitvě nebyl nalezen žádný zánět. Spekulovalo se o mozkové příhodě (mozek nebyl pitván) nebo dokonce o otravě (toxikologické vyšetření při pitvě nebylo provedeno); bez dalších důkazů zůstává přesná příčina Heydrichovy smrti neznámá.

## Další osudy parašutistů

### Ukrytí v kostele sv. Cyrila a Metoděje

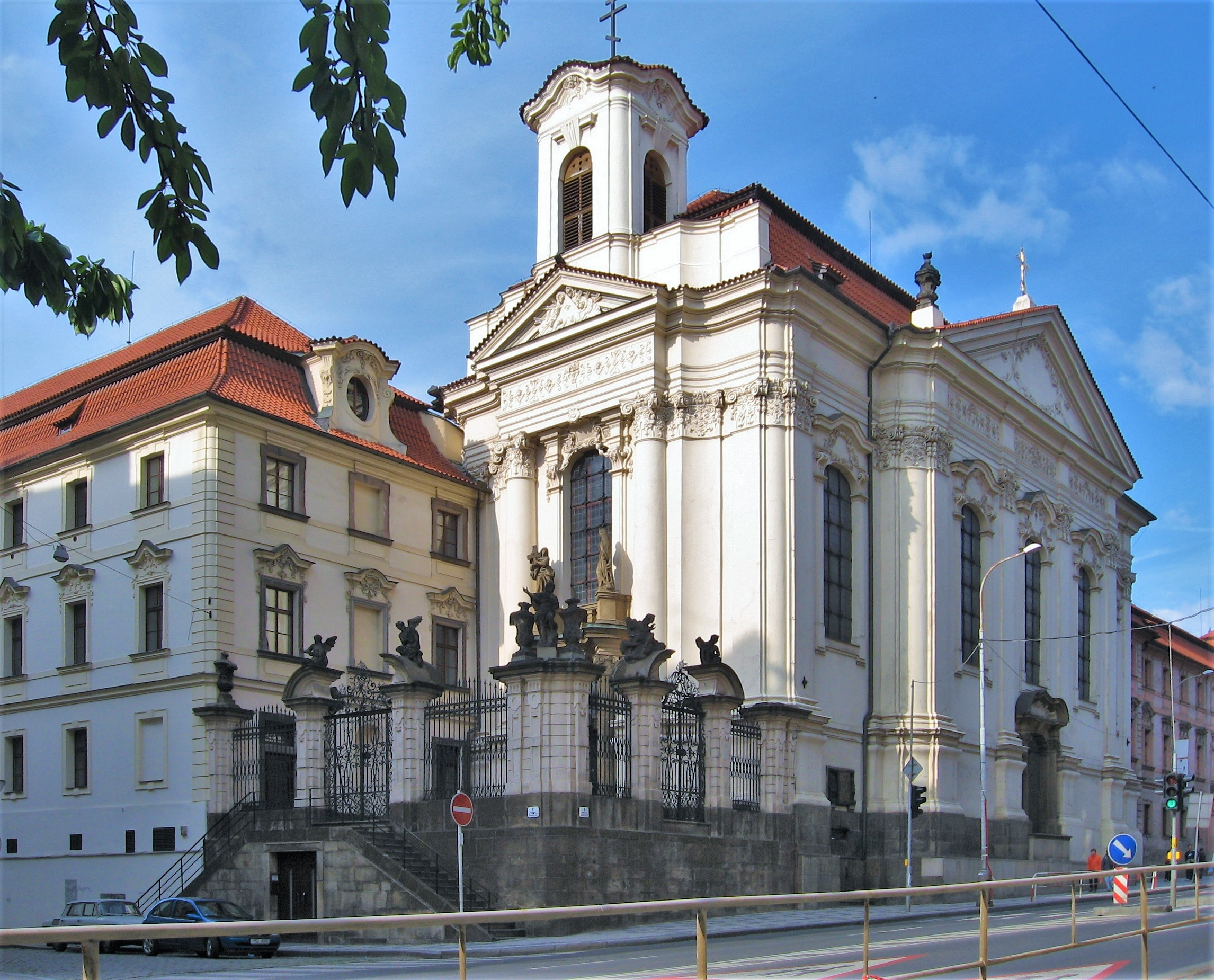
Po atentátu se výsadkáři skrývali v pravoslavném chrámu sv. Cyrila a Metoděje v Resslově ulici v Praze

Původně se měla skupina ukrývat v pravoslavném kostele Cyrila a Metoděje v novoměstské Resslově ulici jen krátce: parašutisté byli domluveni s Vojtěchem Paurem, který pracoval v pohřební službě, že pro ně ke kostelu přijede a vyveze mimo město. To se však již zrealizovat nepodařilo. Jeden z parašutistů výsadku Out Distance přestal se svými druhy spolupracovat a stal se konfidentem gestapa. Byl to Karel Čurda. Ten prozradil nacistům spolupracovníky parašutistů (Hana Krupková, Václav Krupka), skrze něž se pak gestapo dozvědělo o úkrytu dříve, než parašutisté stačili uniknout.

### Zrada Karla Čurdy

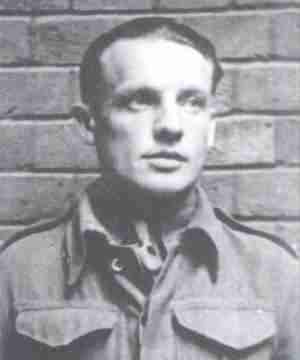
Karel Čurda

Kromě parašutistických skupin jako Anthropoid, Silver A a Silver B byla na území protektorátu vysazena také skupina tří parašutistů s krycím názvem Out Distance. Jejími členy byli velitel skupiny Adolf Opálka, Ivan Kolařík a Karel Čurda. Kvůli mlze byl rozkaz k seskoku změněn a jako místo bylo určeno až místo poblíž Písku namísto zamýšleného Tábora, navigátor však udělal chybu (což bývalo časté) a skupina seskočila 100 kilometrů východně od Písku, kde neměli žádné kontaktní adresy. Opálka byl lehce zraněn, Ivan Kolařík ztratil doklady a jeden kontejner (z původních dvou) se jim nepodařilo najít. Velitel skupiny v zájmu bezpečnosti nařídil, aby se skupina rozdělila. K dokladům Ivana Kolaříka se dostalo gestapo a bylo po něm vyhlášeno pátrání. Ivan Kolařík nakonec spáchal sebevraždu jedem. Rodina Kolaříkova byla popravena 30. května 1942 v Brně.
Karel Čurda uprchl za přítelkyní, se kterou měl před svým odchodem do zahraničí dítě. Později se skrýval několik týdnů u své rodiny v Nové Hlíně, kam odjel den po atentátu. Noviny neustále zveřejňovaly nová jména popravených osob. Dne 10. června 1942 byly vypáleny Lidice. Po vyhlášení amnestie (pro kohokoliv, kdo přijde s informací) Čurda pod tlakem rodiny či obavy o ni se rozhodl obětovat všechny ostatní a nejprve zaslal 13. června anonymní dopis s udáním Gabčíka a Kubiše na úřadovnu gestapa v Benešově. Dopis ale zůstal zcela bez odezvy jako jeden z mnoha. 16. června tedy Čurda osobně přijel do Prahy a vstoupil do Petschkova paláce – hlavní úřadovny Gestapa. Gestapo začalo okamžitě s jeho výslechem. Karel Čurda nevěděl, kde se teď strůjci atentátu ukrývají, ale měl jejich původní kontaktní adresy i jména lidí, kteří skupinám pomáhali. Postupně Gestapo začalo ihned zatýkat a brutálně mučit lidi zapojené do odboje a rozkrývat prakticky celou síť. Tak se stalo, že byla mezi jinými prozrazena rodina Moravcova (pozn. nejedná se o rodinu Františka Moravce), u níž bylo neoficiální velitelství všech parašutistů. Marie Moravcová spáchala sebevraždu jedem před zraky manžela, aby se vyhnula zatčení gestapem. Syn Vlastimil nebyl v době zatčení doma a byl zpět do Prahy přivolán falešným telegramem, ve kterém stálo, že matka těžce onemocněla. Po návratu byl zatčen a mučen gestapem, stejně jako otec Alois. Pravděpodobně Vlastimil po dlouhém mučení, kdy mu mimo jiné ukázali useknutou hlavu jeho matky (o jejíž sebevraždě nevěděl), nakonec prozradil, že parašutisté jsou schovaní v kryptě kostela sv. Cyrila a Metoděje.
Dne 18. června 1942 ve 4.15 ráno byla katedrála obklíčena přibližně 760 příslušníky bojových útvarů Waffen-SS, a to Ersatz-Bataillon SS „Deutschland“ (Náhradní prapor SS „Německo“) a SS-Wachbataillon Prag (SS Strážní prapor Praha). U zásahu bylo dále přítomno několik desítek příslušníků Gestapa a místní hasičské posádky. Celé okolí bylo neprodyšně uzavřeno.

### Smrt výsadkářů

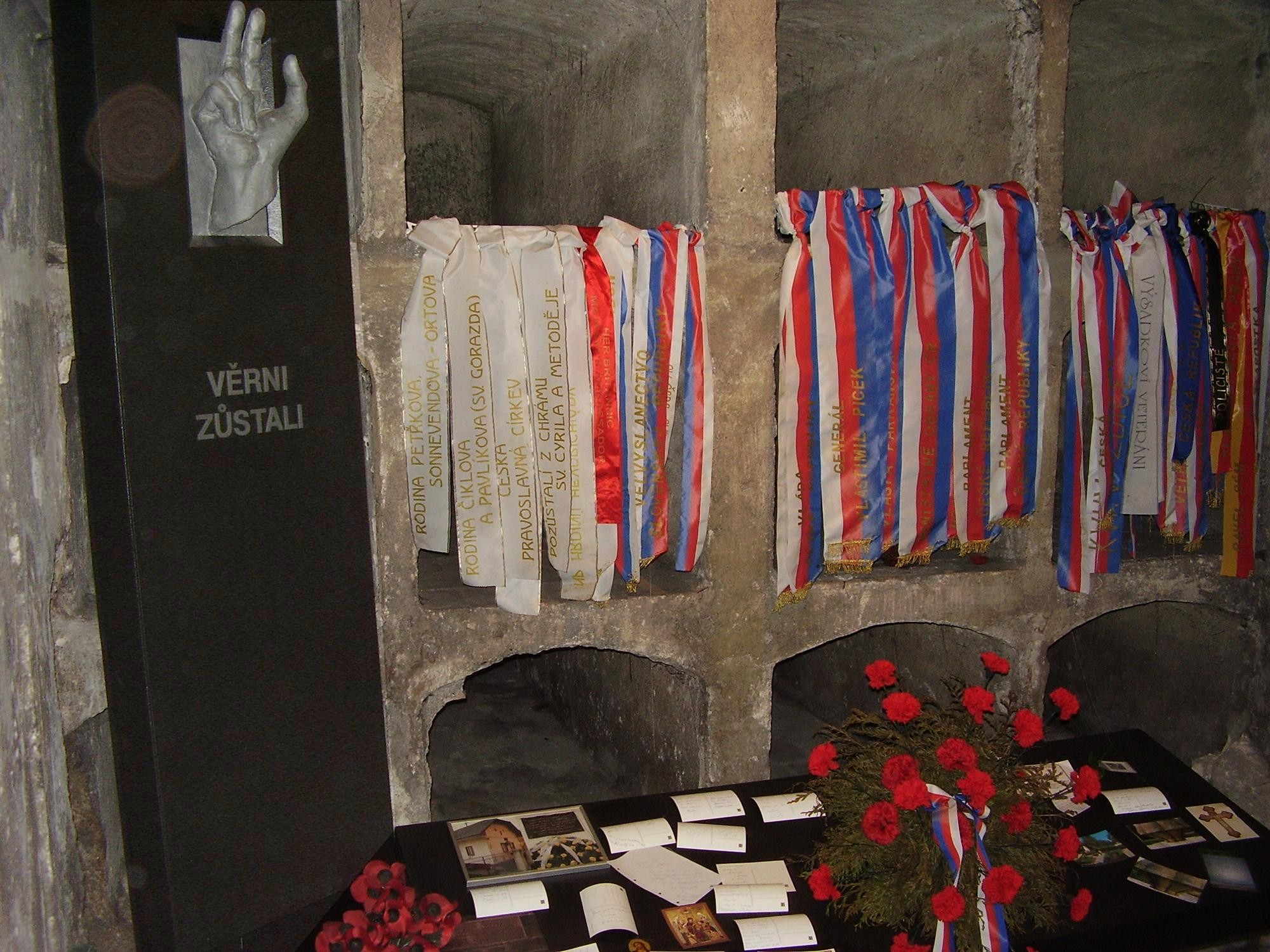
Památník parašutistům, kteří atentát provedli, v kryptě kostela

Na hlídce byli v tuto dobu velitel parašutistů Adolf Opálka spolu s Janem Kubišem a Josefem Bublíkem, kteří se rozmístili na vyvýšeném kůru v kostele. Po několika minutách pronikli do budovy příslušníci Gestapa, s nimiž začali tři parašutisté vést přestřelku. Boj trval přes dvě hodiny. Odpor tří parašutistů byl zlomen poté, co jim došlo střelivo a Němci se je snažili zneškodnit pomocí ručních granátů. Opálka a Bublík, ač zraněni střepinami, ještě si sami stačili posledním nábojem vzít život, i když Bublík zemřel až při převozu do lazaretu SS v Praze-Podolí. Kubiš, kterého nejvíce zranily střepiny granátů, zemřel až v sanitce, kde již byl v bezvědomí. Později byla těla obou posledně jmenovaných převezena zpět ke kostelu k identifikaci, ke které byli přivezeni i zrádce a konfident gestapa Karel Čurda a Hana Krupková.
Ostatní parašutisté naslouchali boji svých přátel ukryti v kryptě kostela. Byli to Jozef Gabčík, Jaroslav Švarc, Jan Hrubý a Josef Valčík. Když Němci ovládli prostory kostela, začali házet do krypty granáty slzného plynu, které jim ovšem obránci vyhazovali zpět na ulici. Následoval pokus parašutisty vyplavit, k čemuž byli přivoláni protektorátní hasiči. Parašutistům se několikrát podařilo vystrčit hasičské hadice zpět na ulici a vedli palbu z krypty po německých vojácích. Při opakovaném pokusu o vystrčení hasičských hadic přišli zásahem jednoho z hasičů o žebřík, čímž ztratili možnost dál hadice odrážet. Němci mezitím prorazili za pomoci výbušnin do krypty další vchod v oblasti zazděného starého vchodu. Následoval pokus německých vojáků proniknout do krypty. Jejich pokusy byly odráženy, jelikož obránci měli lepší podmínky pro boj (stříleli ze tmy na světlo a Němci museli sestupovat po schodech). Jejich boj skončil až nedostatkem munice. Stejně jako jejich přátelé v horní části kostela se odmítli vzdát a také si zvolili smrt střelnou ranou z vlastní zbraně. Vzhledem k tomu, že totožnost většiny parašutistů nebyla německým úřadům známa, byli k identifikaci těl po akci přizváni Karel Čurda a Hana Krupková.
Při této akci zahynuli tito příslušníci československého zahraničního odboje: rtm. Josef Gabčík a rtm. Jan Kubiš, spolu s dalšími parašutisty nadpor. Adolfem Opálkou, podpor. Josefem Valčíkem, čet. asp. Josefem Bublíkem, čet. Janem Hrubým a rotným Jaroslavem Švarcem.

### Po boji
Pravoslavný biskup Gorazd se pokusil ukončit nacistický teror, který následoval, svým vlastním sebeobětováním. Napsal několik dopisů, předsedovi protektorátní vlády, ministrovi školství a také do kanceláře říšského protektora, ve kterých vzal veškerou odpovědnost za ukrývání parašutistů na sebe. Byl připraven podstoupit jakýkoli trest včetně smrti, ale tehdy vyhlášené stanné právo neušetřilo nikoho. Byl zastřelen na Kobyliské střelnici 4. září 1942 a spolu s ním další představitelé pravoslavné církve: kněz Václav Čikl a předseda starších Jan Sonnevend. Kaplan Vladimír Petřek byl popraven na stejném místě o den později. Česká pravoslavná církev pak byla 1. září 1942 zakázána.
Karlu Čurdovi byla vyplacena odměna 0,5 milionu říšských marek, tj. čtvrtina celkové nacisty vypsané odměny 2 milionů říšských marek (stejná suma čekala dalšího zrádce – parašutistu Viliama Gerika, zbytek se rozdělil mezi 7 občanů říše a 53 menších udavačů z Protektorátu).
Zradou Karla Čurdy byla prakticky zcela rozkryta a zničena síť českého odboje v Praze. I s rodinami byli popraveni nebo zahynuli sebevraždou nejbližší čeští spolupracovníci parašutistů Jan Zelenka-Hajský, Václav Novák, Jaroslav Piskáček, Václav Růta a další. Karel Čurda i Viliam Gerik byli po skončení války popraveni československými úřady 29. dubna 1947 za zločiny vlastizrady.

## Důsledky

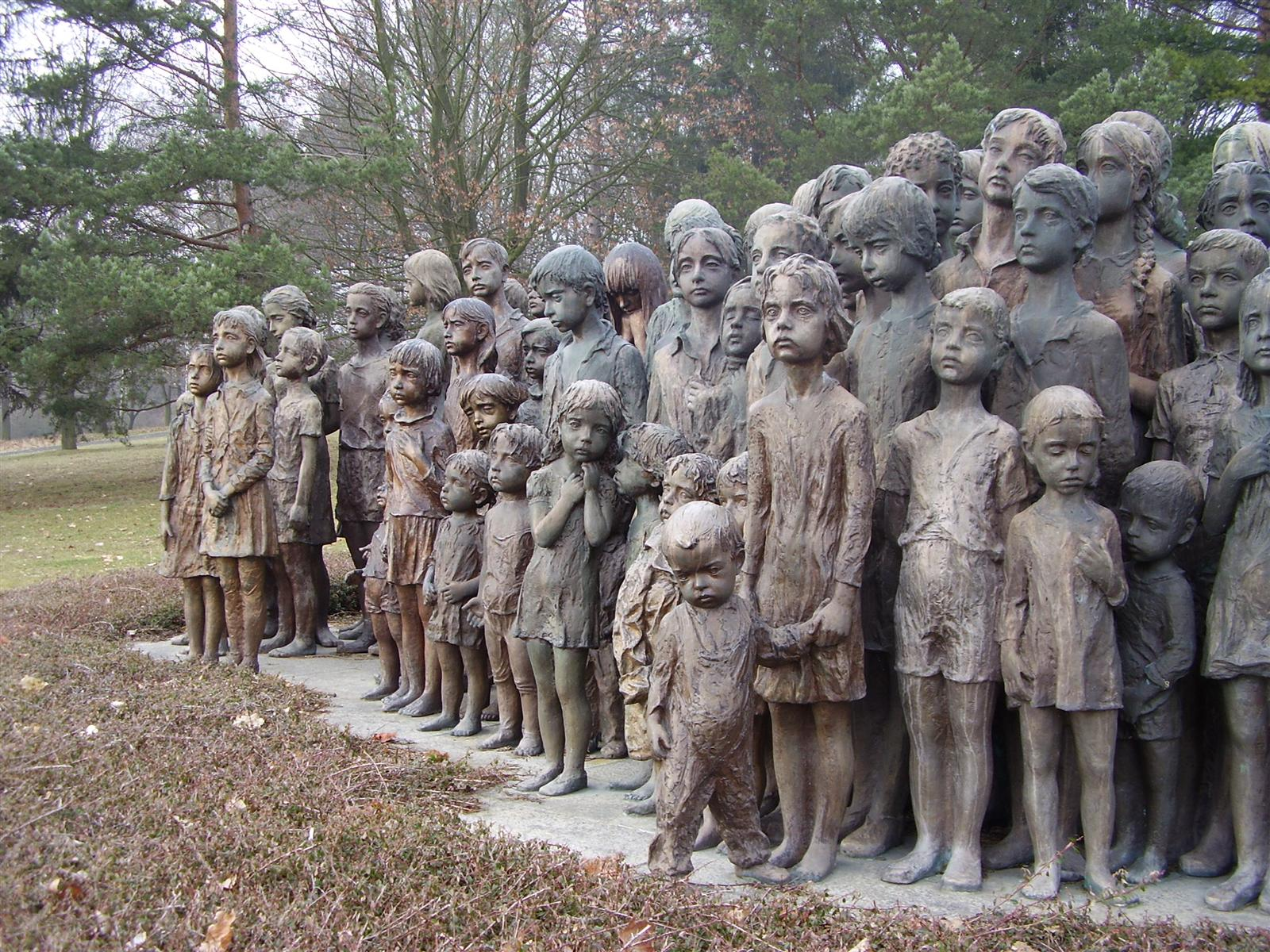
Památník dětí zavražděných při vyhlazení Lidic v odvetu za atentát

Tento čin měl pro český národ dalekosáhlé následky, jelikož nacistický teror ještě zesílil. Již 28. května zahájili nacisté popravy pro schvalování atentátu na Heydricha a 29. září bylo zaznamenáno, že stanný soud odsoudil za tyto údajné zločiny 252 lidí. Jedním z nejznámějších míst poprav se stala kobyliská střelnice. Odhaduje se, že v reakci na atentát, při tzv. (druhé) heydrichiádě, nacisté zabili 2 tisíce lidí. Mimo jiné vypálili obce Lidice (10. června 1942) a Ležáky (24. června 1942), popravili 23 obyvatelů Bernartic. Po atentátu na Reinharda Heydricha zastřelily popravčí čety ve Spáleném lese u Klatov 73 lidí. 22letý holič Jan Heřman byl popraven za poznámku „Ten kat si nic jiného nezasloužil“. 20letý Ladislav Císař a 19letý Rudolf Šebesta byli zastřeleni protože „tuto poznámku vyslechli se smíchem“.

Někteří historikové[kdo?] však odhadují, že v případě, že by Heydrich nebyl zabit, by ztráty na životech byly ještě vyšší. Atentát vzbudil ve světě pozitivní ohlas a na jeho základě byla Brity odvolána Mnichovská dohoda, 5. srpna 1942 ji prohlásila za neplatnou od samého počátku a přislíbena poválečná obnova Československa v jeho „předmnichovských“ hranicích, což bylo jedním z hlavních politických cílů atentátu.
Samotný atentát prý Adolfa Hitlera nesmírně rozzuřil, neboť Heydrich patřil mezi jeho oblíbence. V důsledku atentátu Hitler vydal zákaz jízdy v otevřených automobilech pro všechny nacistické pohlaváry Velkoněmecké říše.[zdroj?]

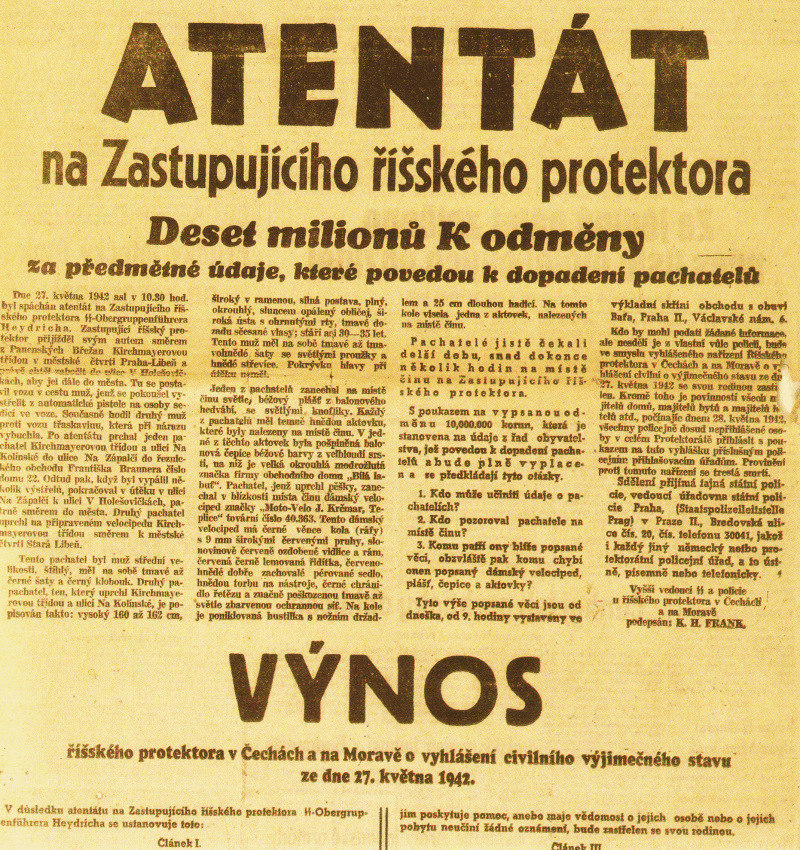
Leták vydaný K. H. Frankem nabízející odměnu vedoucí k dopadení atentátniků.

Bezprostředně po atentátu, dne 27. května vstoupil v platnost zákaz nočního vycházení. V prvních dnech po atentátu bylo Němci zatčeno mnoho nevinných lidí jako rukojmí.[zdroj?] Na výsadkáře byla vypsána odměna milión říšských marek.
Dne 27. května ve večerních hodinách byl Státním tajemníkem K. H. Frankem vyhlášen výjimečný stav nad celým územím protektorátu:
V důsledku atentátu na zastupujícího říšského protektora SS-obergruppenführera Heydricha se ustanovuje toto:

Článek I. 

Na podkladě paragrafu nařízení říšského protektora v Čechách a na Moravě o vyhlášení civilního výjimečného stavu ze dne 27. září 1941 se s okamžitou účinností vyhlašuje civilní výjimečný stav nad celým protektorátem Čechy a Morava.

Článek II.

Na podkladě paragrafu 2 výše uvedeného nařízení nařizuji: Kdo osoby, které měly účast na spáchání atentátu, přechovává anebo jim poskytuje pomoc, anebo maje vědomost o jejich osobě nebo o jejich pobytu neučiní žádné oznámení, bude zastřelen se svou rodinou.

Článek III.

Tento výnos nabývá platnosti oznámením v rozhlase.

V Praze 27. května 1942

Říšský protektor v Čechách a na Moravě v zastoupení: K. H. Frank

## Památníky
- V městysu Nehvizdy, kde byla dvojice Gabčík-Kubiš vysazena, se nachází tři památníky: 1) památník před úřadem městyse v ulici Pražská (zároveň pomník obětem nacismu), 2) památník v místě seskoku (v blízkosti dálnice D11, odbočka z Horoušanské ul.), 3) nový památník z roku 2021 v ulici U Hřbitova.[39][40]
- Národní památník hrdinů heydrichiády, na jehož spoluzaložení se podílel kněz Jaroslav Šuvarský, se nachází v kryptě pražského pravoslavného chrámu sv. Cyrila a Metoděje.
- Operaci Anthropoid, její účastníky, spolupracovníky i jejich činy připomíná řada pomníků v Česku i v zahraničí. Mezi nejstarší a nejvýznamnější patří pamětní deska v Resslově ulici, kterou v roce 1947 vytvořil veterán čs. zahraniční armády František Bělský.[41]
- Dalším významným památníkem je fontána věnovaná sedmi parašutistům, instalovaná v roce 1968 v Royal Leamington Spa (sídlo výcvikového tábora čs. jednotek v Anglii).[42] [43] Pamětní deska byla v roce 2011 odhalena také na domě Porchester Gate vedle londýnského Hyde Parku, kde byla v roce 1941 operace Anthropoid naplánována.[44] Mezi další pomníky je možné uvést například pamětní desku v Brně-Králově Poli.[45]
- Na místě vlastního atentátu (v Praze-Libni) byly na památku činu českých a slovenských parašutistů byly jejich příjmeními pojmenovány některé okolní ulice. Památník Operace Anthropoid zde byl odhalen až 67 let od události. Jeho autory jsou sochaři David Moješčík a Michal Šmeral. Architektonické řešení zpracovali architekti Miroslava Tůmová a Jiří Gulbis.[46] Historická podoba místa atentátu se do dnešních dob nedochovala, v důsledku výstavby pražského komunikačního systému došlo k velmi radikální přestavbě celé křižovatky. Původní tramvajová trať z Holešovic do Troje přes Trojský most byla zrušena, samotný Trojský most byl také zcela přestavěn. Dnes v těchto místech probíhá dopravně velice rušná Severojižní magistrála (resp. její část, která se nazývá Prosecká radiála). V místě tehdejší Kobyliské křižovatky je dnes autobusová zastávka a pod ní se nachází podchod pod magistrálou pro chodce.
- V blízkosti místa atentátu u zastávky tramvaje Vychovatelna byl v roce 2021 odhalen mural. Grafitový komiks zobrazuje operaci Anthropoid od seskoku parašutistů až po boj v kostele sv. Cyrila a Metoděje.[47]

## Galerie

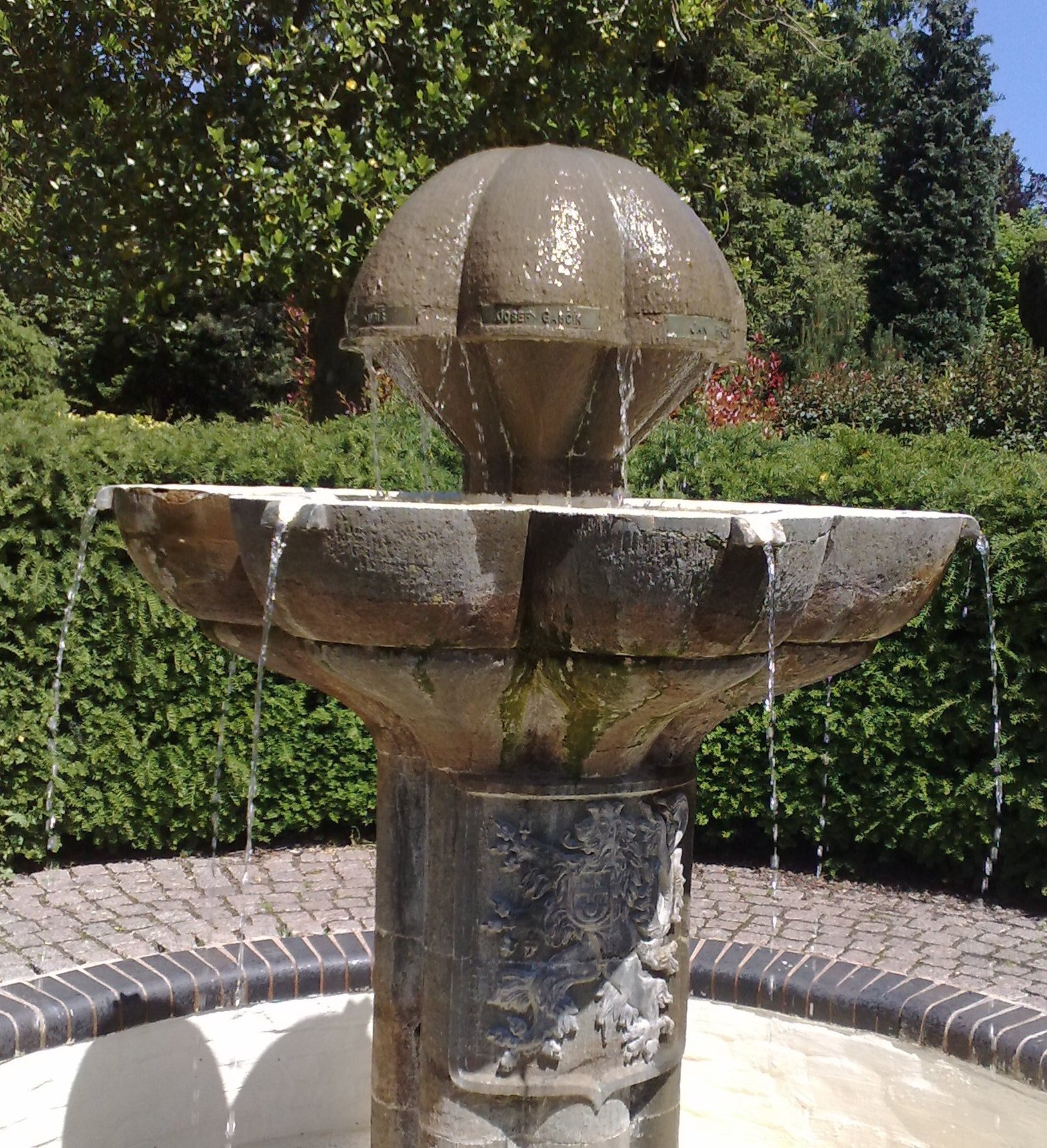
Fontána v Royal Leamington Spa, Velká Británie
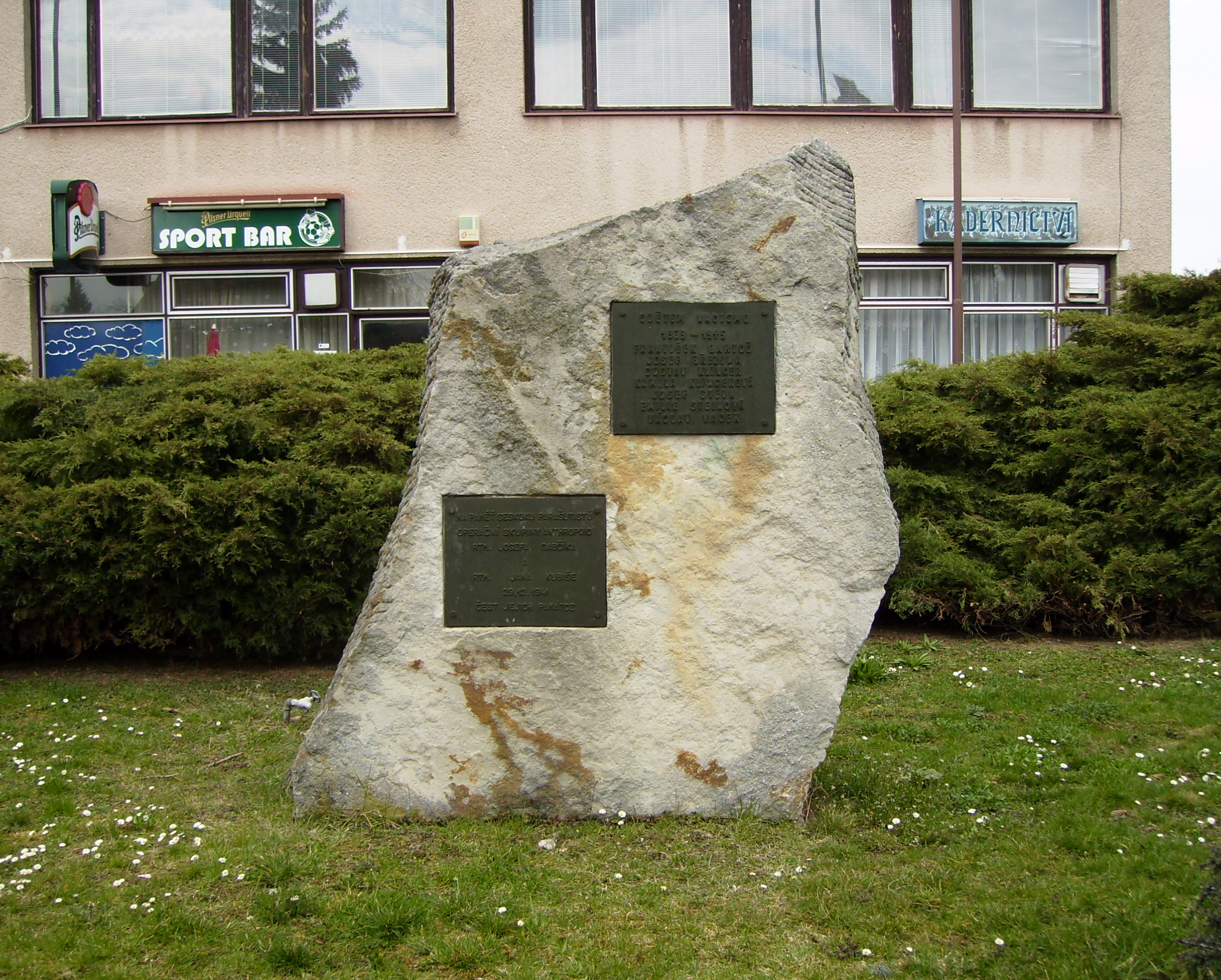
Památník před úřadem městyse Nehvizdy
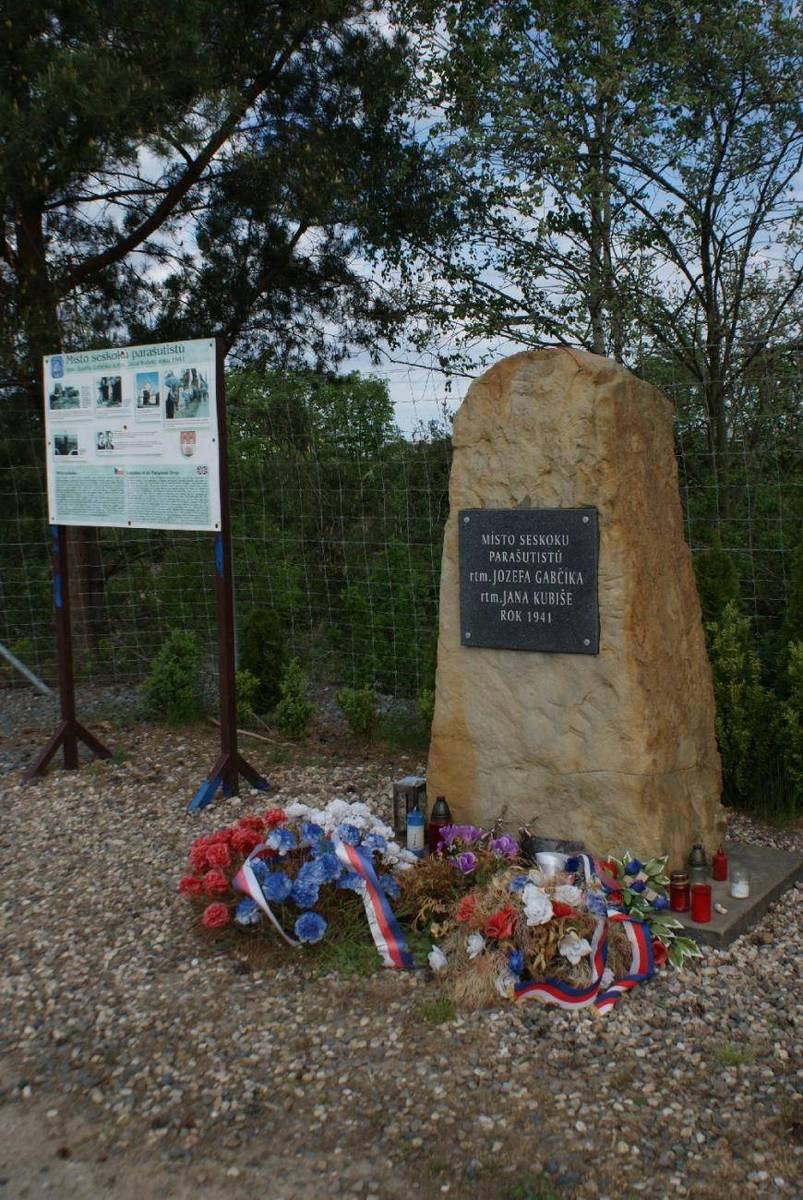
Památník místa seskoku Jozefa Gabčíka a Jana Kubiše v Nehvizdech
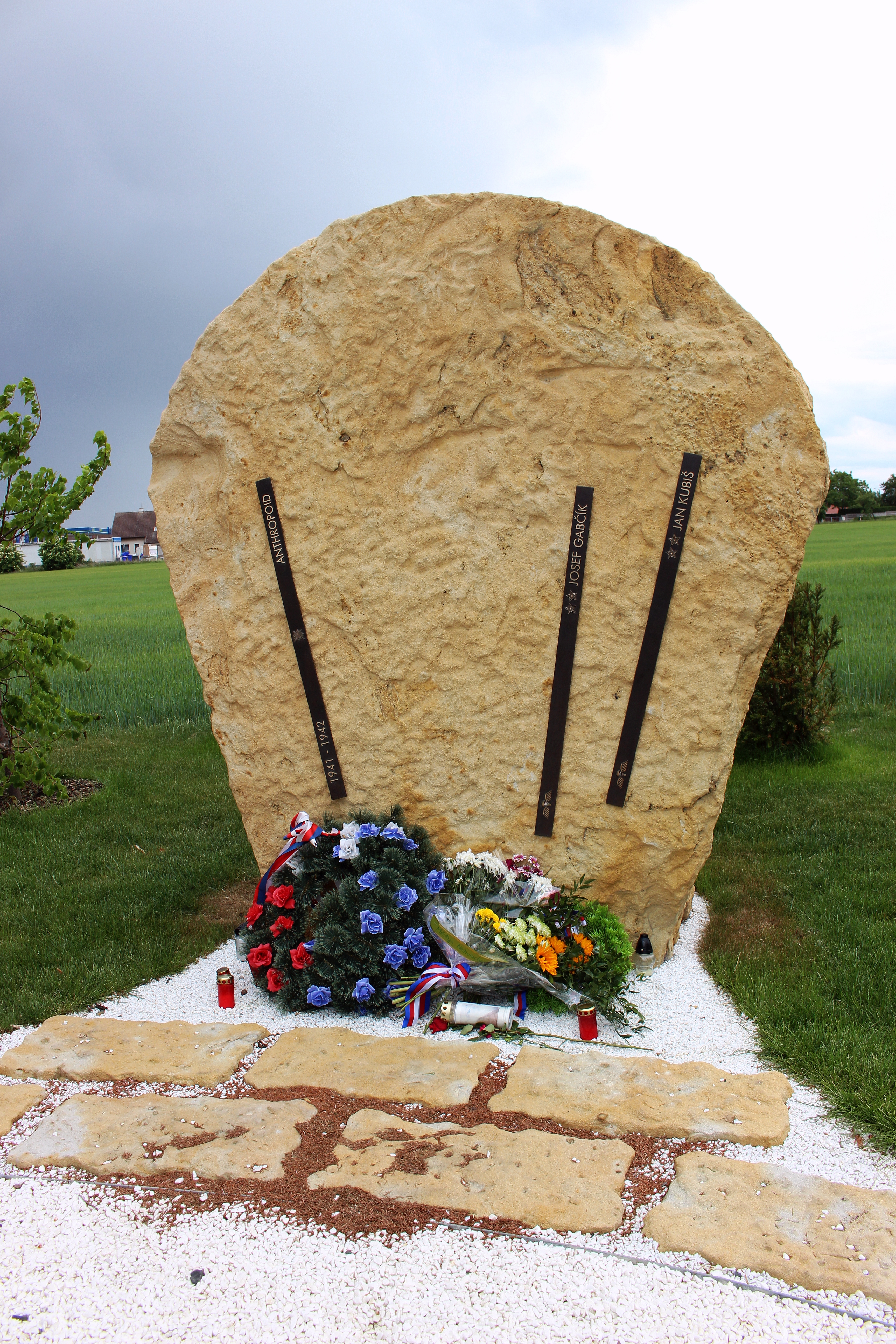
Památník Operace Anthropoid v Nehvizdech u hřbitova
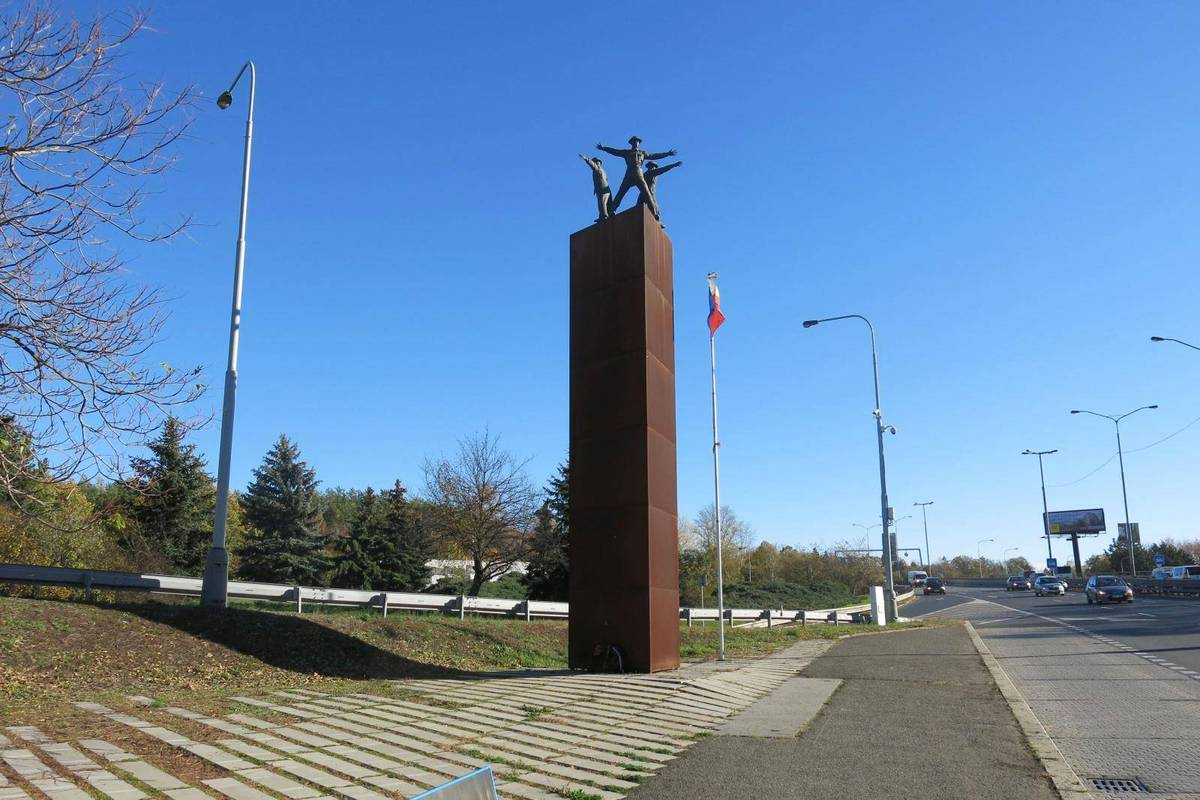
Památník operace Anthropoid v Praze-Libni v místě atentátu
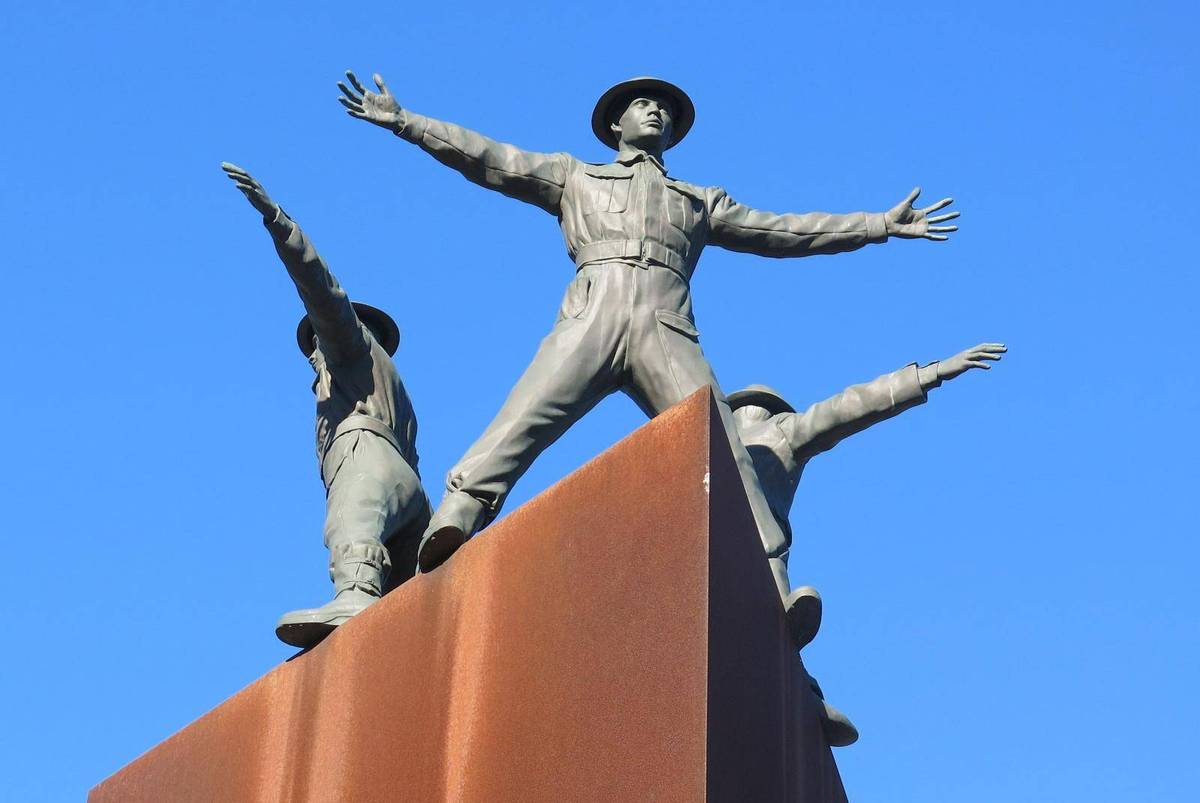
Detail památníku v Praze-Libni
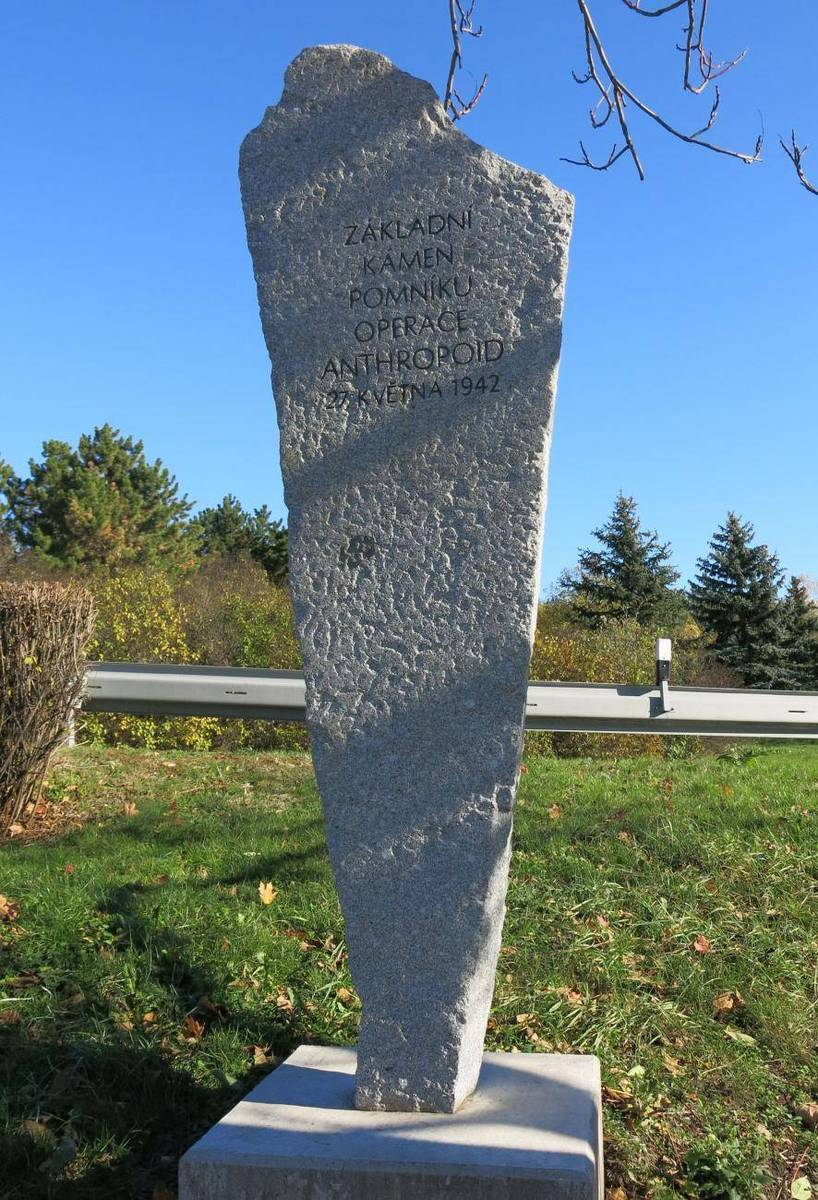
Základní kamen památníku operace Anthropoid v Praze-Libni
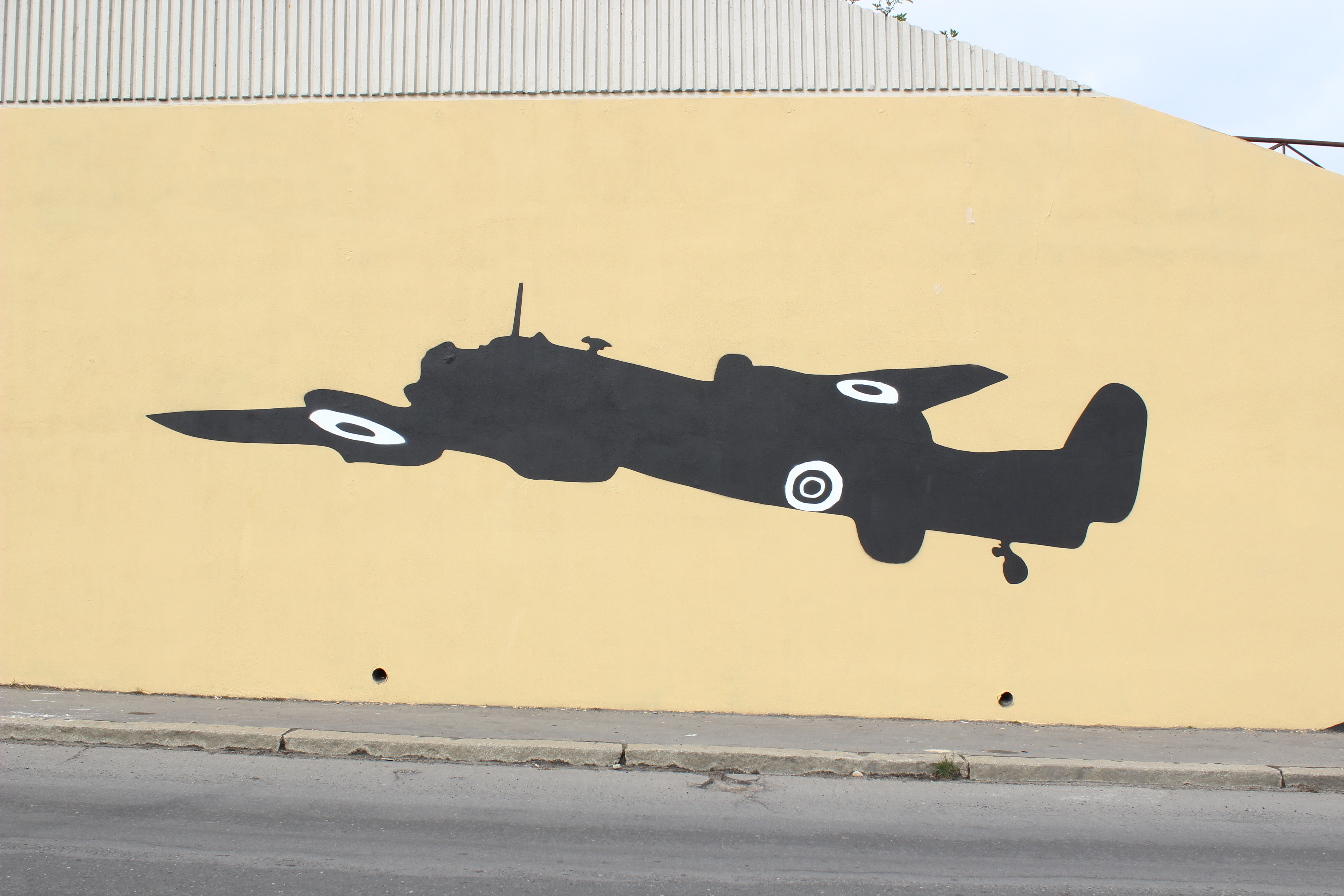
Detail z muralu u Vychovatelny v Praze-Libni
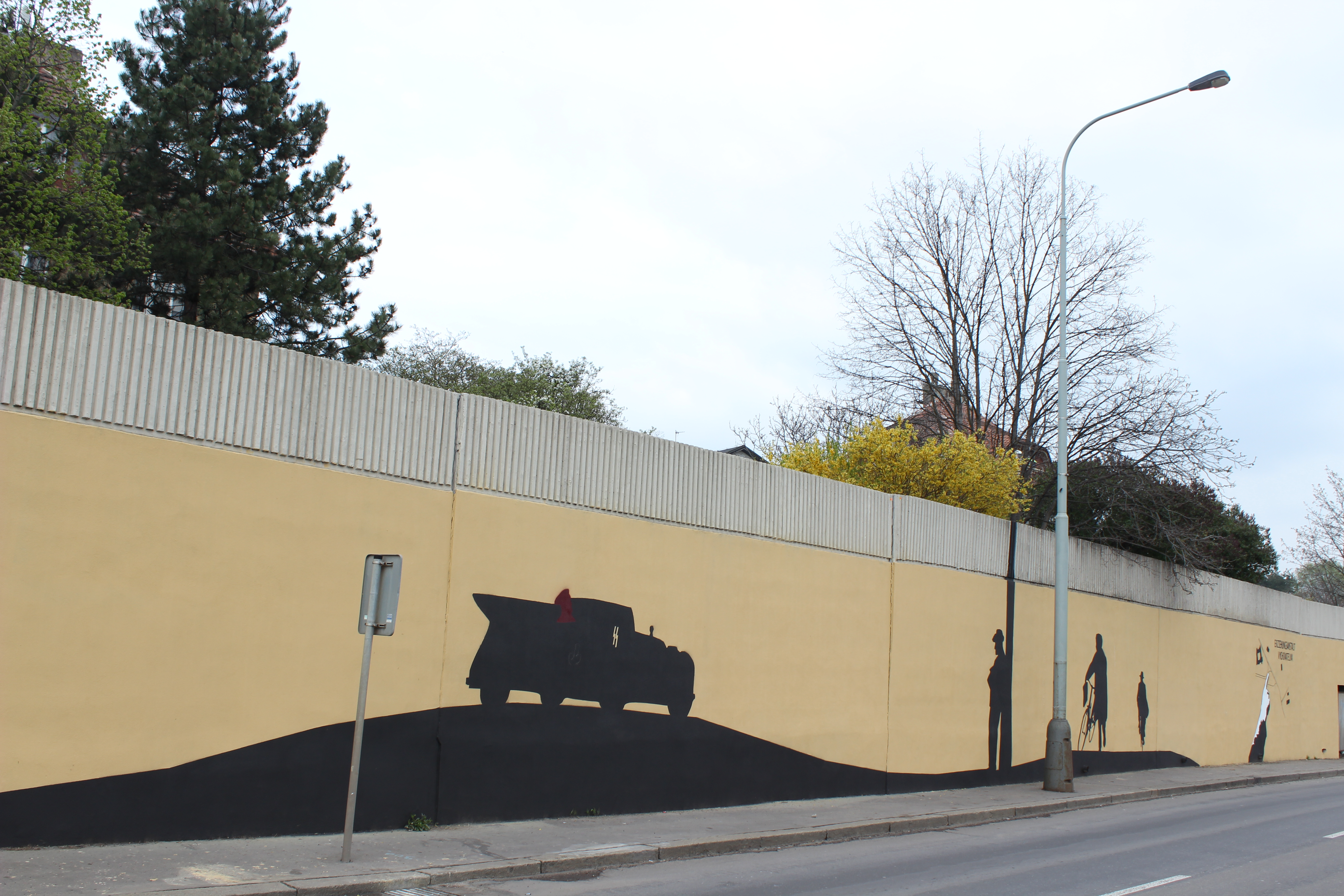
Mural u Vychovatelny v Praze-Libni
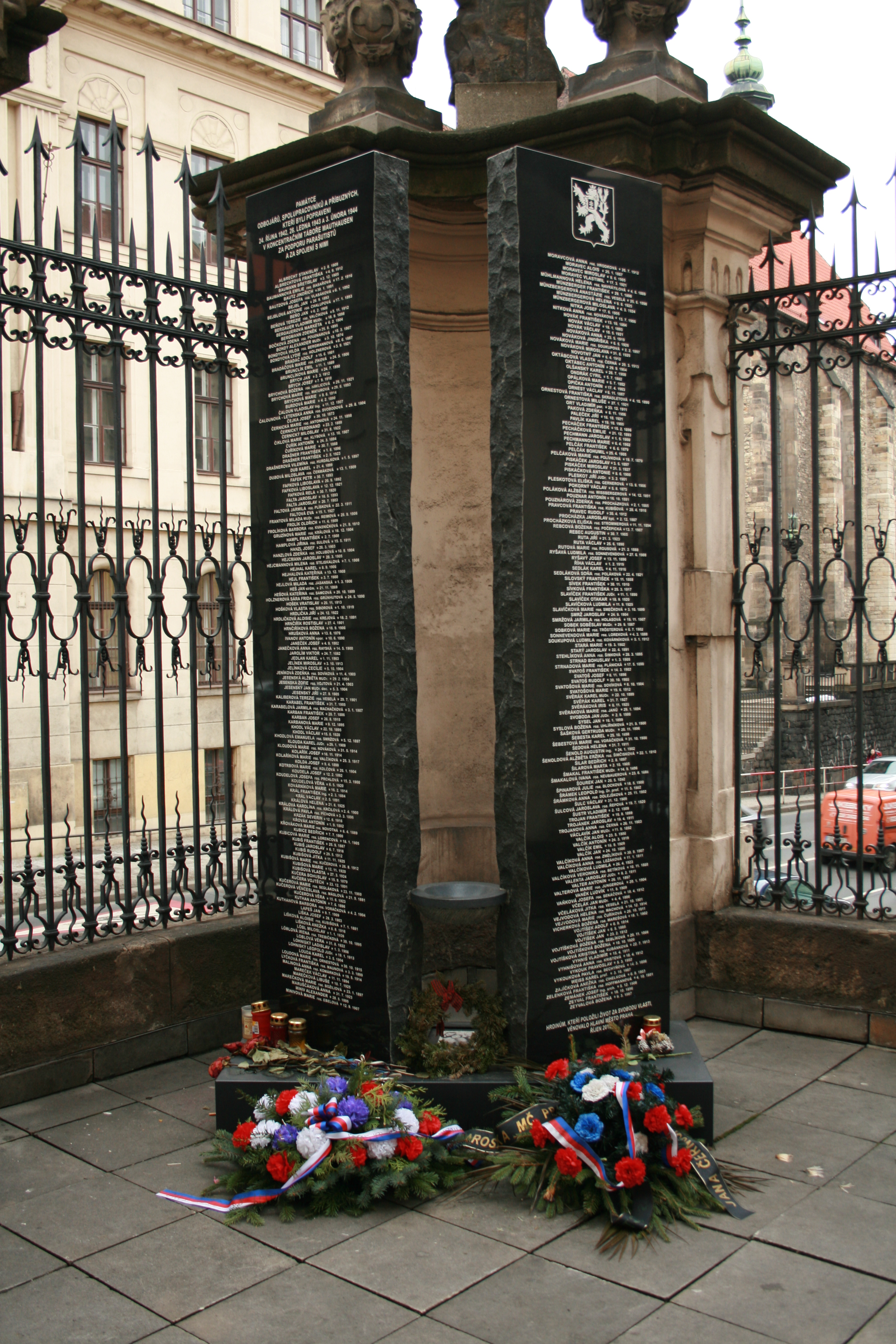
Pomník spolupracovníků parašutistů a jejich rodinných příslušníků na terase kostela sv. Cyrila a Metoděje v Resslově ulici v Praze
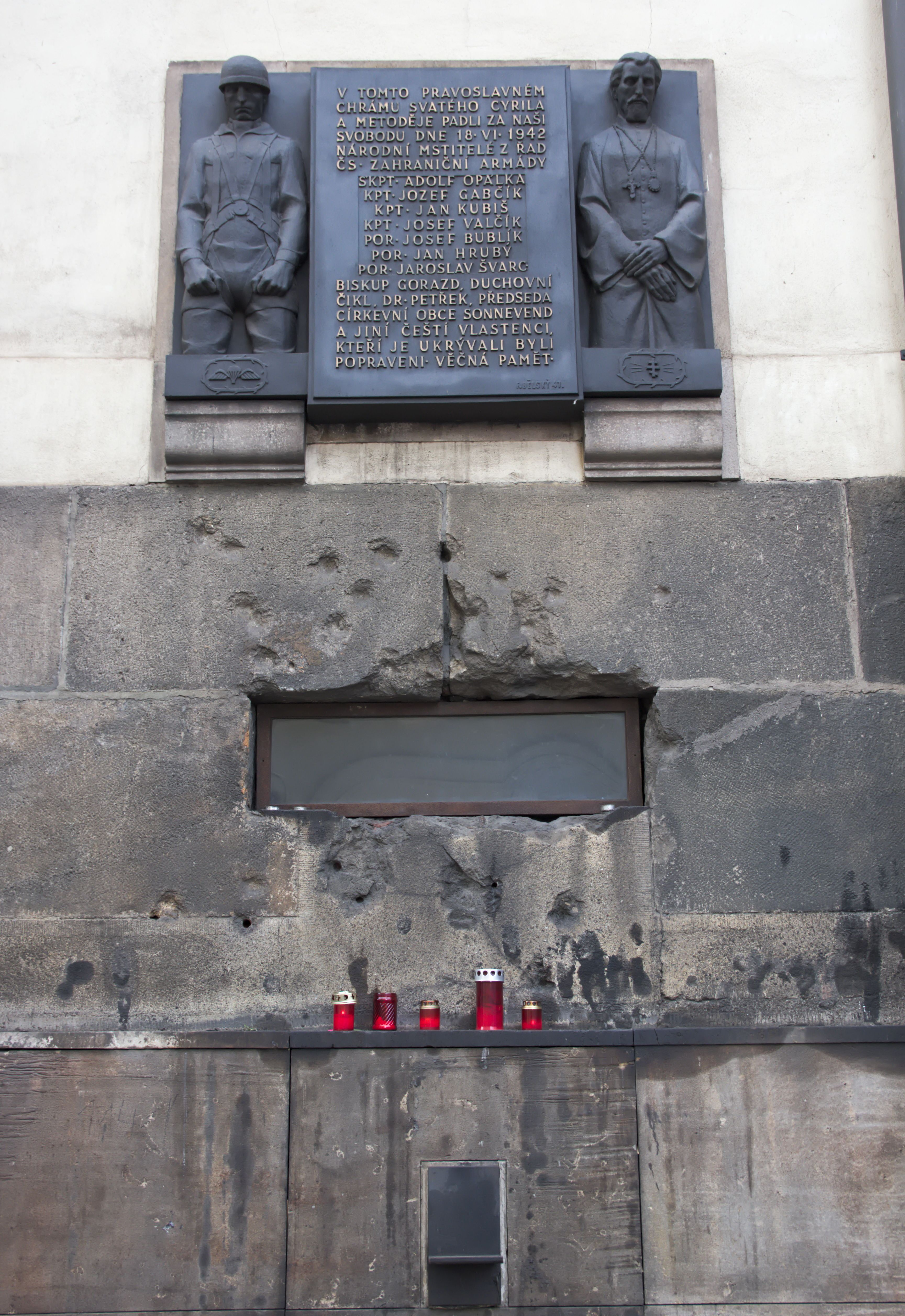
Pamětní deska na kostele sv. Cyrila a Metoděje v Resslově ul. v Praze
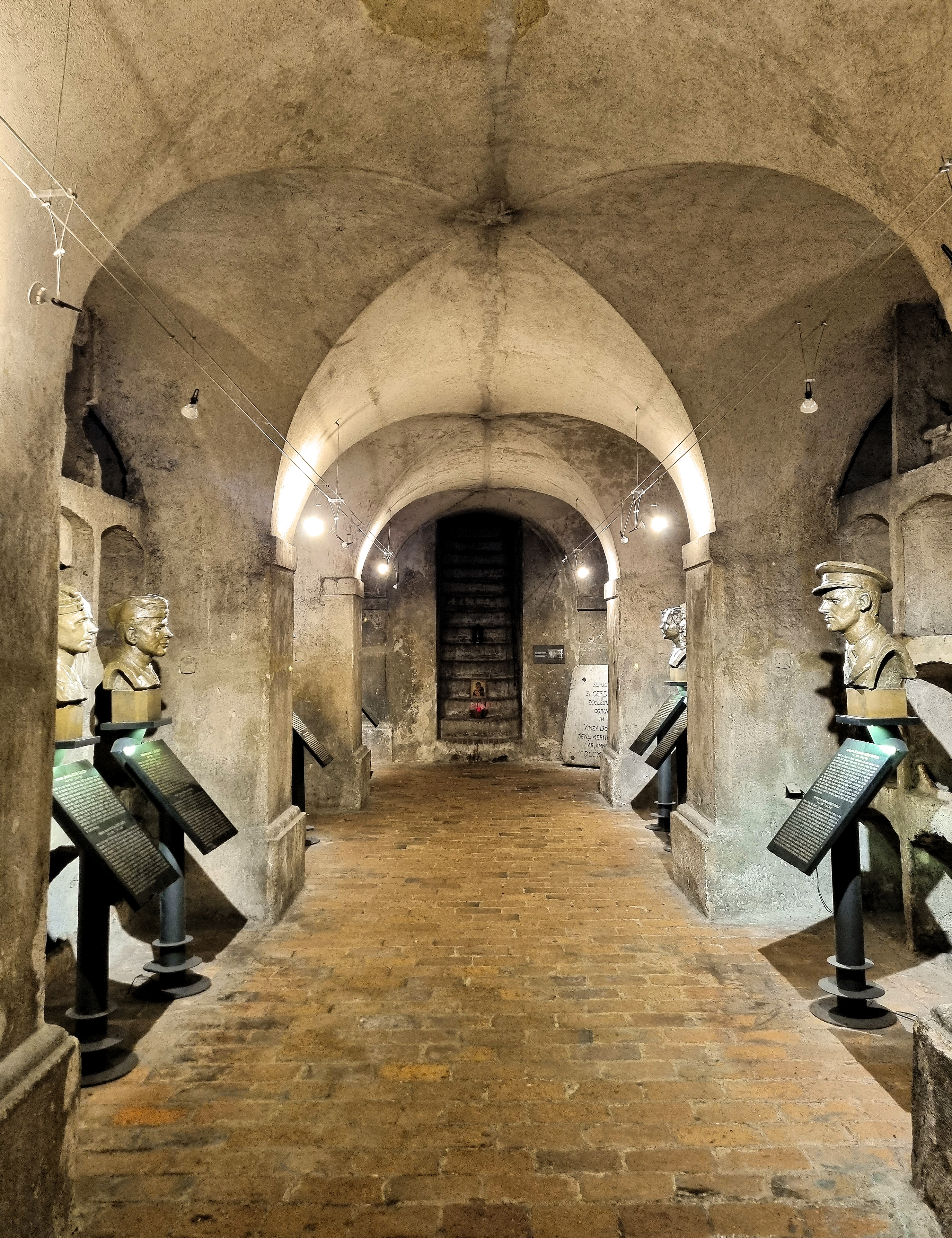
Národní památník hrdinů Heydrichiády, krypta kostela sv. Cyrila a Metoděje
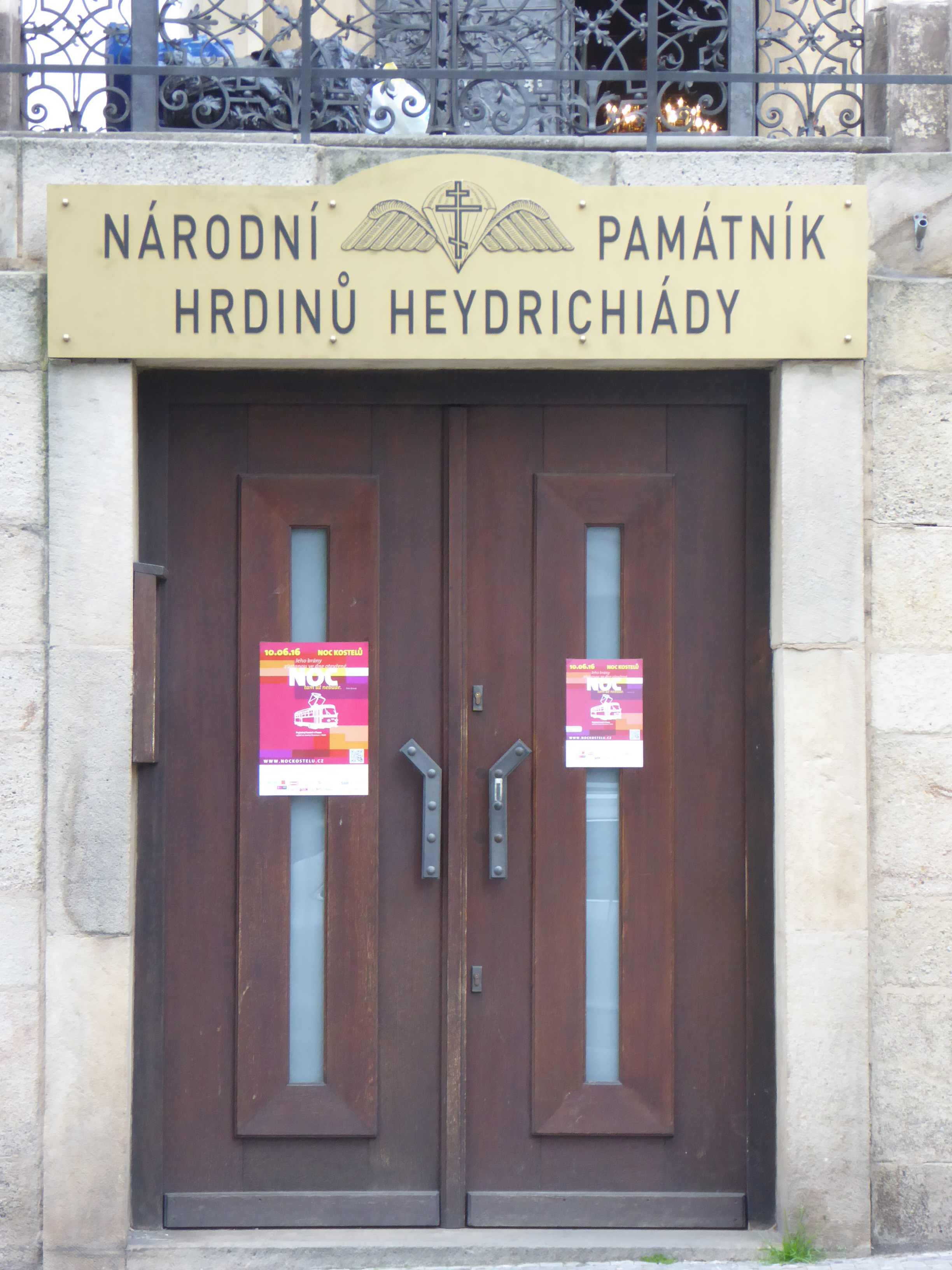
Národní památník hrdinů Heydrichiády, kostel sv. Cyrila a Metoděje, Praha

## Filmové zpracování atentátu
První zpracování atentátu na Reinharda Heydricha se objevilo už rok po události ve filmu Hangmen Also Die! (I katové umírají!, USA 1943), který natočil německý režisér Fritz Lang podle scénáře německého dramatika Bertolta Brechta (oba tehdy žili v emigraci v USA). Tento propagandistický snímek však o celé události pojednává „způsobem zcela vyfabulovaným.“ Téhož roku událost zpracoval Douglas Sirk (rovněž německý režisér v emigraci) ve filmu Hitler's Madman (Hitlerův šílenec, USA 1943). Přestože filmový příběh je rovněž zcela fiktivní, objevují se v něm některé reálné události z okupovaných českých zemí (například uzavření českých vysokých škol, vyhlazení Lidic). V tomto filmu je první pokus o reálné zobrazení samotného atentátu. Samotná scéna se sice odehraje na opuštěném místě v lese, avšak jsou při ní použity všechny rekvizity známé z filmových týdeníků: bomba, samopal a bicykl.
Prvního českého zpracování se rok po válce chopil režisér František Čáp ve špionážním snímku Muži bez křídel (Československo, 1946). Atentát tvoří úvodní scénu filmu a je pojat takřka dokumentárně – v krátkém klipovitém střihu ukazuje všechny důležité okamžiky, místa a předměty spojené s atentátem. Do tváře Heydricha ani parašutistů divák nevidí.
Dalšího zfilmování se námět dočkal roku 1964 ve filmu Jiřího Sequense Atentát. Třetího zfilmování se objevilo v roce 1975 v koprodukčním americkém snímku Operace Daybreak režiséra Lewise Gilberta. Dále byl atentát znázorněn ve výpravném filmu Otakara Vávry Sokolovo a v americkém televizním dramatu Hitlerova SS: Portrét zla (USA, 1985). Odkaz na atentát, bez jeho přímého zobrazení, se objevil ve snímcích: Vyšší princip režiséra Jiřího Krejčíka, Operace Silver A režiséra Jiřího Stracha či seriál České století (2013—2014) v dílu „Kulka pro Heydricha“. V dramatu Protektor režiséra Marka Najbrta byl vlastní atentát zobrazen minimalisticky – bez přímého zobrazení, pouze jako zvuková kulisa v pozadí. Atentát byl rovněž filmově znázorněn v 10. dílu dokumentárního cyklu Hitlerovi bodyguardi nazvaném „Hitlerovy nebezpečné cesty vlakem“, který v roce 2008 připravila britská společnost Nugus/Martin Productions Ltd.
Také ve třetím tisíciletí se atentát dočkal filmových a televizních zobrazení, například v dramatu Petra Nikolaeva Lidice, v 39. dílu seriálu České televize Heydrich — konečné řešení s názvem „Atentát“ (2011), v dokumentu slovenské televize Atentát na Heydricha – Príbeh Jozefa Gabčíka a Jana Kubiša (2013), ve 101. dílu historického seriálu pro děti Dějiny udatného českého národa (2013), ve filmu s názvem Smrtihlav, který byl natočen podle knihy HHhH francouzského spisovatele Laurenta Bineta. Detailně se operací Anthropoid zabýval film Anthropoid (2016) v britsko-francouzsko-české koprodukci. Atentát je zobrazen i v koprodukčním dokumentárním seriálu Hitlerův kruh zla (2018) v dílu „Vzestup a pád Reinharda Heydricha“.

#### Beletrie
- ŠULC, Jiří. Dva proti Říši. Praha: Euromedia Group - Knižní klub, 2007. ISBN 978-80-242-1935-6.
- BINET, Laurent. HHhH. Praha: Argo, 2010. ISBN 978-80-257-0354-0.